# Laura Hidalgo
Laura Hidalgo (n. 1 mai 1927, Chișinău, Basarabia, România – d. 18 noiembrie 2005, La Jolla, San Diego, California, Statele Unite) a fost o actriță argentiniană de origine română. 
Născută în Chișinău, Basarabia ca Pesea Faerman Postolov, familia ei s-a mutat la Buenos Aires, unde a crescut. Hidalgo a apărut în șaisprezece filme în Mexic, Spania și Argentina. De multe ori a fost comparată cu actrița austriacă Hedy Lamarr, cu care semăna. În 1954 a fost nominalizată pentru Premiul Ariel pentru cea mai bună actriță pentru interpretarea ei din Las tres perfectas casadas (1953). S-a retras din actorie în anul 1958, în urma căsătoriei sale cu un arhitect, și s-a stabilit în Mexic. Mai târziu s-a mutat în Statele Unite ale Americii, unde a rămas până la sfârșitul vieții.

## Filmografie
- Juan Mondiola (1950)
- Orhideea (1951)
- Tunelul (1952)
- Fiara trebuie să moară (1952)
- Las tres perfectas casadas (1953)
- Hermina neagră (1953)
- Dincolo de uitare (1956)